# Liste der Naturdenkmale in Schönburg (Saale)

Lage von Schönburg (Saale)

In der Liste der Naturdenkmale in Schönburg (Saale) werden die Einzel-Naturdenkmale, Flächennaturdenkmale sowie flächenhafte Naturdenkmale im Burgenlandkreis in der sachsen-anhaltischen Gemeinde Schönburg (Saale) und dem Ortsteil Possenhain aufgeführt.
In den Veröffentlichungen werden lt. Quellen 1 Einzel-Naturdenkmal (ND), 0 Flächennaturdenkmale (FND) und 0 flächenhafte Naturdenkmale (NDF) angegeben. Die Angaben der Liste basieren auf Daten des "Geoportal Sachsen-Anhalt" vom Landesamt für Vermessung und Geoinformation Sachsen-Anhalt und den Meta-Daten der angegebenen Quellen (ND, FND, NDF).

## Definition
„Naturdenkmäler sind rechtsverbindlich festgesetzte Einzelschöpfungen der Natur oder entsprechende Flächen bis zu fünf Hektar, deren besonderer Schutz erforderlich ist
1. aus wissenschaftlichen, naturgeschichtlichen oder landeskundlichen Gründen oder
2. wegen ihrer Seltenheit, Eigenart oder Schönheit.“

## Legende
- Bild: zeigt ein vorhandenes Foto des Naturdenkmals
- Nr: zeigt die jeweilige Nr. des Objekts
- Beschreibung: Kurzbeschreibung zum Naturdenkmal
- Koordinaten: zeigt die Lage auf der Karte
- Quelle: Datum/Link zur Referenzquelle

## (Einzel-)Naturdenkmale
| Bild           | ND-Nr.     | Ortsteil   | Beschreibung                                                                                                 | Koordinaten                 | Quellen |
| -------------- | ---------- | ---------- | --- | --------------------------- | ------- |
| Weitere Bilder | ND 0086BLK | Possenhain | Linde am Teich Possenhain, stattliche Linde direkt neben dem Teich vor dem Feuerwehrgerätehaus in Possenhain | 51° 9′ 34″ N, 11° 53′ 59″ O | [ 1 ]   |